# Lößnitztal

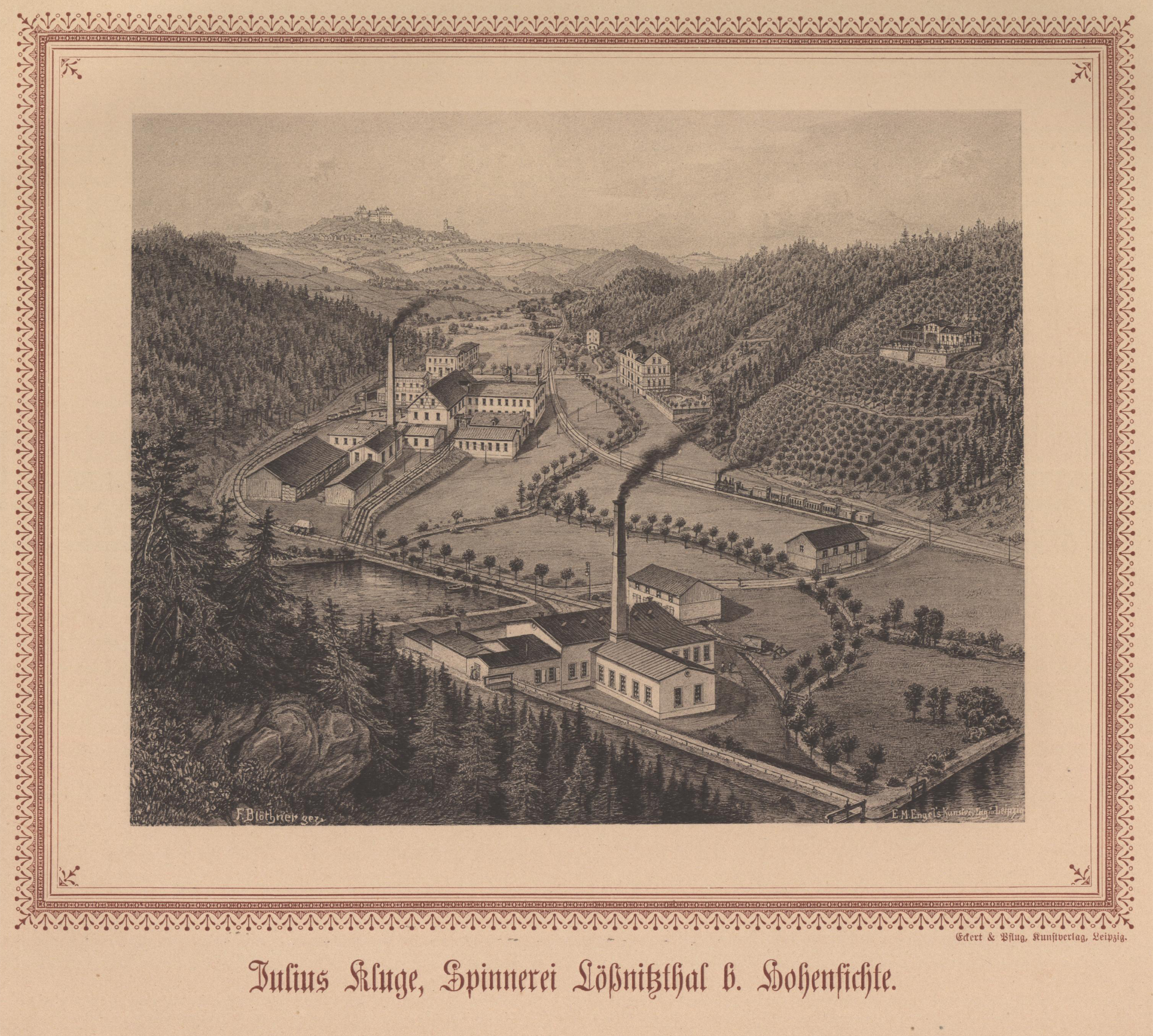
Julius Kluge, Spinnerei Lößnitzthal bei Hohenfichte (1892)

Lößnitztal ist ein Gemeindeteil der sächsischen Stadt Oederan im Landkreis Mittelsachsen. Er sollte nicht mit dem Lößnitzgrund bei Radebeul verwechselt werden, auch wenn dieser teilweise so genannt wird.
Lößnitztal als Ort ist eine Werksiedlung. Zudem wird auch das gesamte Tal entlang der Großen Lößnitz zwischen Eppendorf und Hetzdorf als Lößnitztal bezeichnet.

## Geografie
Lößnitztal liegt etwa 17 Kilometer östlich der sächsischen Großstadt Chemnitz, im Tal der Großen Lößnitz. Durch den Ort führt die Staatsstraße 237 Falkenau–Eppendorf.
Nachbarorte von Lößnitztal sind Breitenau und Oederan im Norden, Görbersdorf und Gahlenz im Nordosten, Hammerleubsdorf im Osten, Leubsdorf im Süden, Schellenberg im Südwesten, Metzdorf und Hohenfichte im Westen sowie Hetzdorf im Nordwesten.

## Geschichte
Lößnitztal ist in seinem Ursprung eine Werksiedlung. Ihr Anfang war mit einer Mühle gegeben, zu welcher 2 Textilbetriebe kamen. Zu DDR-Zeiten firmierten diese als „VEB Vliestextilien“ (Kombinat Technische Textilien) und ein Betriebsteil des „VEB Zwirnerei und Nähfadenfabrik Oederan“ (Kombinat Baumwolle). Beide Werke, zu welchen auch kleinere Betriebsstätten im nördlich benachbarten Hetzbachtal gehörten, beschäftigten vielen Frauen aus den umliegenden Orten.
Mit Eröffnung des gleichnamigen auf dem Werksgelände gelegenen Haltepunktes am 1. Dezember 1893 erhielt die Siedlung Eisenbahnanschluss an der durch das Tal verlaufenden Schmalspurbahn Hetzdorf–Eppendorf–Großwaltersdorf. Der Betrieb wurde 1967 eingestellt, die Strecke später rückgebaut.
Nach der politischen Wende kam der Betrieb zur Unternehmensgruppe Lohmann & Rauscher, nach 2014 zur französischen Unternehmensgruppe Lemoine. In den Produktionsanlagen werden u. a. Wattestäbchen und weitere Hygieneprodukte mit Baumwollanteil hergestellt. 
Mit Eingemeindung von Breitenau nach Oederan zum 1. Januar 1997 wurde es ein Gemeindeteil von Letzterem. Zum 1. Januar 2012 zählte Lößnitztal 37 Einwohner.